# Renault Clio I
Il nome Clio I identifica la prima serie della Renault Clio, un'autovettura di fascia bassa (segmento B) prodotta tra il 1990 ed il 1998 dalla Casa automobilistica francese Renault.

## Storia
A metà degli anni ottanta la situazione economica della Renault aveva due volti. Da una parte la produzione europea stava portando ingenti introiti grazie al successo commerciale di modelli come la Supercinque, la coppia Renault 9/11 e l'apparentemente inossidabile Renault 4, inoltre i successi in Formula 1 come fornitore di motori non poterono che accrescere la popolarità della Casa francese e portare ulteriori guadagni nelle casse dell'azienda. Per contro, però, i tentativi di far sbarcare i modelli del marchio in Nordamerica portarono ad ingenti investimenti che di fatto non produssero altro che perdite visti gli scarsi successi ottenuti oltreoceano. Una situazione quindi molto delicata, che ebbe il suo apice nella nomina di Georges Besse a presidente della Régie e nel programma di razionalizzazione e ristrutturazione dell'azienda da parte di quest'ultimo. Il programma di Besse ebbe come conseguenza il licenziamento di ben 21.000 dipendenti, fatto che poco tempo dopo, alla fine del 1986, sfociò nell'assassinio dello stesso Besse da parte di un gruppo estremista.

### Genesi e debutto del modello
Fu proprio in un clima abbastanza delicato come questo che andò ad inserirsi l'avvio del progetto che avrebbe portato all'erede della Supercinque. Quest'ultima, infatti, pur proponendosi come rivisitazione in chiave moderna della Renault 5 (di fatto anche con novità tecniche come il motore trasversale in luogo di quello longitudinale), evidenziava però la sua anzianità stilistica, per cui fin da poco tempo dopo il suo lancio, intorno al 1985, venne avviato il progetto X57, volto alla realizzazione di una vera erede, molto più moderna sotto tutti gli aspetti. Tra le principali direttive imposte per il progetto X57 vi fu quella di ottimizzare l'abitabilità interna e più in generale lo spazio, inteso anche come disponibilità di vani portaoggetti, capienza del bagagliaio, ecc).

Risale al 1986 la realizzazione di un modello in scala 1:1 che prefigura la vettura definitiva, sebbene ancora molte fossero le differenze rispetto al modello finale. Neppure l'ascesa di Raymond Lévy come neo-presidente Renault turbò il progetto X57, a testimonianza della bontà delle idee riversate nel progetto stesso.

Alla fine del 1988 la stampa specializzata sorprese i primi prototipi durante i collaudi su strada, prototipi che oramai, salvo alcune lievi camuffature, rispecchiavano in tutto e per tutto il modello definitivo. Fu proprio in questa fase che trapelò l'intenzione da parte di Lévy di abbandonare il tradizionale ricorso alle cifre numeriche per denominare il nuovo modello, puntando invece su un nome vero e proprio. A tale scopo, di lì a poco fu interpellato Marcel Botton, noto ideatore di nomi e marchi che proprio in questa occasione seppe cogliere il suo primo vero successo, proponendo alla Casa francese il nome Clio, ripreso dalla mitologia greca (Clio era infatti il nome della musa della storia).

La Clio, la nuova Renault di segmento B, fu lanciata nel giugno del 1990: il suo lancio non coincise con l'uscita di scena della Supercinque, che proseguì la sua carriera, sebbene limitatamente ad alcuni mercati (tra cui quello francese) e con una gamma sensibilmente ridotta.

#### Design e meccanica
L'erede della Supercinque cambiò registro dal punto di vista del disegno della carrozzeria: essa era più lunga e più larga per favorire lo sfruttamento dello spazio interno, e più lungo di 7 cm era anche il passo, mentre l'altezza era sostanzialmente invariata (appena 5 mm in più). Il buon lavoro svolto dai designer del Centro Stile Renault aveva portato ad una riduzione del Cx, sceso da 0.34 a 0.31, un fattore che andrà ad incidere positivamente sul fronte dei consumi. Stilisticamente il salto in avanti era netto: non ci si trovava più di fronte ad una rielaborazione della Renault 5, ma ad un modello totalmente nuovo. Il frontale era completamente liscio, quasi del tutto privo della classica calandra con griglia di aerazione: la ventilazione avveniva attraverso una sottile presa d'aria in corrispondenza con la battuta del cofano motore e attraverso l'apposita prese d'aria a sviluppo orizzontale sul paraurti anteriore. I fari anteriori erano di forma quadrangolare, ma con angoli più smussati ed arrotondati rispetto alla Supercinque. Più moderna anche la vista laterale che proponeva linee semplici e levigate, ma condite con una buone dose di dinamismo che in seguito conoscerà il suo massimo sviluppo con l'arrivo delle versioni sportive. Moderna, semplice e riuscita la coda che ben si sposava con il resto del corpo vettura e che integrava i nuovi fari dal disegno inedito.

La Clio nasceva su un nuovo pianale che comprendeva un avantreno di tipo MacPherson con molle elicoidali ed un retrotreno a bracci tirati con barre di torsione. L'impianto frenante era misto, mentre lo sterzo era a cremagliera. Al suo debutto la Clio era disponibile in tre motorizzazioni a benzina:
- 1.1: si tratta del motore Cléon da 1108 cm³ direttamente ripreso dalla Supercinque, con alimentazione a carburatore doppio corpo e con potenza salita da 46 a 48 CV;
- 1.2: nuovo motore serie ExF da 1171 cm³, alimentato ad iniezione elettronica single point e con potenza massima di 58 CV;
- 1.4: altro motore Energy, questa volta da 1390 cm³, ma nuovamente alimentato a carburatore doppio corpo e con potenza massima di 78 CV.

Per tutte le motorizzazioni, il cambio era di tipo manuale a 5 marce denominato JB1xxx

#### Allestimenti e dotazioni
La Clio prima serie fu resa disponibile al suo debutto in due livelli di allestimento:
- RN, livello più basso previsto in abbinamento ai motori 1.1 e 1.2 e che comprendeva di serie la predisposizione per l'autoradio ed il tergilunotto. La lista optional comprendeva invece: autoradio 4x6W, sedile posteriore sdoppiato, tettuccio apribile ad azionamento manuale e vernice metallizzata;
- RT, livello più alto disponibile in abbinamento con i motori 1.2 e 1.4, e la cui dotazione di serie comprendeva quanto già visto per il livello RN, ma con in più: vetri elettrici anteriori, chiusura centralizzata, fendinebbia e sedile posteriore sdoppiato. Come optional a richiesta con sovrapprezzo erano previsti: la radio integrata 4x6W, i cerchi in lega, i retrovisori esterni regolabili elettricamente, il tettuccio apribile a regolazione manuale o elettrica, il servosterzo e la vernice metallizzata.

### Evoluzione

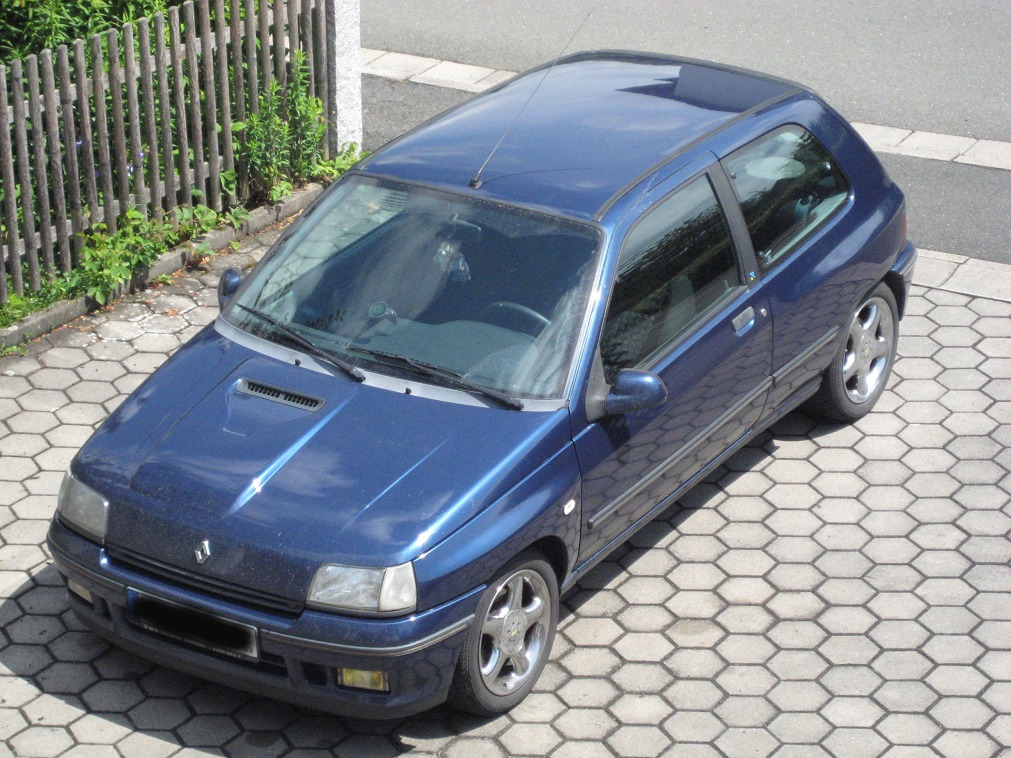
Una Clio 1.8 16v, sportiva particolarmente apprezzata dai giovani

La produzione cominciò presso lo stabilimento francese di Flins-sur-Seine, nei pressi di Parigi, nella sola configurazione a 3 porte, ma entro la fine dello stesso anno sarebbero arrivate anche le versioni a 5 porte. Sempre a fine anno, la vettura ottenne il riconoscimento di Auto dell'Anno 1991.

Nel 1991 vi furono le prime significative novità nella gamma della Clio I: arrivò infatti la prima versione a gasolio, spinta dal 1.9 diesel F8Q da 1870 cm³ e 64 CV, mentre al top della gamma vi fu invece l'arrivo di ben due versioni: da una parte la 1.7 Baccara, inizialmente riservata solo ad alcuni mercati tra cui non figura quello italiano, ed equipaggiata con un motore da 1721 cm³ e 92 CV di potenza massima. Tale versione si distingueva per il suo allestimento particolarmente lussuoso, che all'epoca la pose ai vertici nella sua categoria. La seconda novità al top della gamma per il 1991 fu invece la famosa Clio 1.8i 16v, spinta dal potente motore da 1764 cm³ in grado di erogare 137 CV di potenza massima e di spingere la vettura ad una velocità massima di 209 km/h. Tale modello diverrà una delle icone degli appassionati di sportive compatte ed uno dei modelli maggiormente apprezzati dai giovani. Sempre nel 1991 comparvero le prime versioni catalizzate, che per la verità non furono affatto poche, ma furono estese all'intera gamma, con l'eccezione del motore da 1.1 litri. Divenne così possibile scegliere tra versione catalizzata o meno, tranne appunto che nel caso della motorizzazione di base. Nelle motorizzazioni interessate, l'avvento del catalizzatore comportò un lieve calo di potenza. Così, il 1.2 scese da 58 a 55 CV, il 1.4 da 80 a 78 CV ed il 1.8 16v da 137 a 135 CV.

Nel 1992 vi fu l'arrivo di altre due nuove versioni, entrambe già catalizzate: da una parte la Clio 1.4 S, spinta dallo stesso motore delle altre versioni 1.4, ma disponibile unicamente con carrozzeria a 3 porte e con specifico allestimento sportiveggiante; la seconda novità del 1992 fu invece la nuova versione Baccara, stavolta disponibile anche in Italia e proposta con un 1.8 imparentato con quello della 1.8 16v, ma che in questo caso era monoalbero a due sole valvole per cilindro, con una cilindrata leggermente differente  (1794 cm³) e con potenza massima di 95 CV. Sparì invece dal listino la versione con motore da 1.1 litri, ritenuta ormai inidonea per l'imminente conversione alla normativa Euro 1. Un caso particolare fu rappresentato dalla motorizzazione 1.9 diesel, la quale poté permettersi di rinunciare al catalizzatore anche dopo l'inizio del 1993, poiché venne dotata di valvola EGR, il che consentì di abbattere emissioni inquinanti in quantità sufficiente a rispettare comunque la normativa Euro 1.

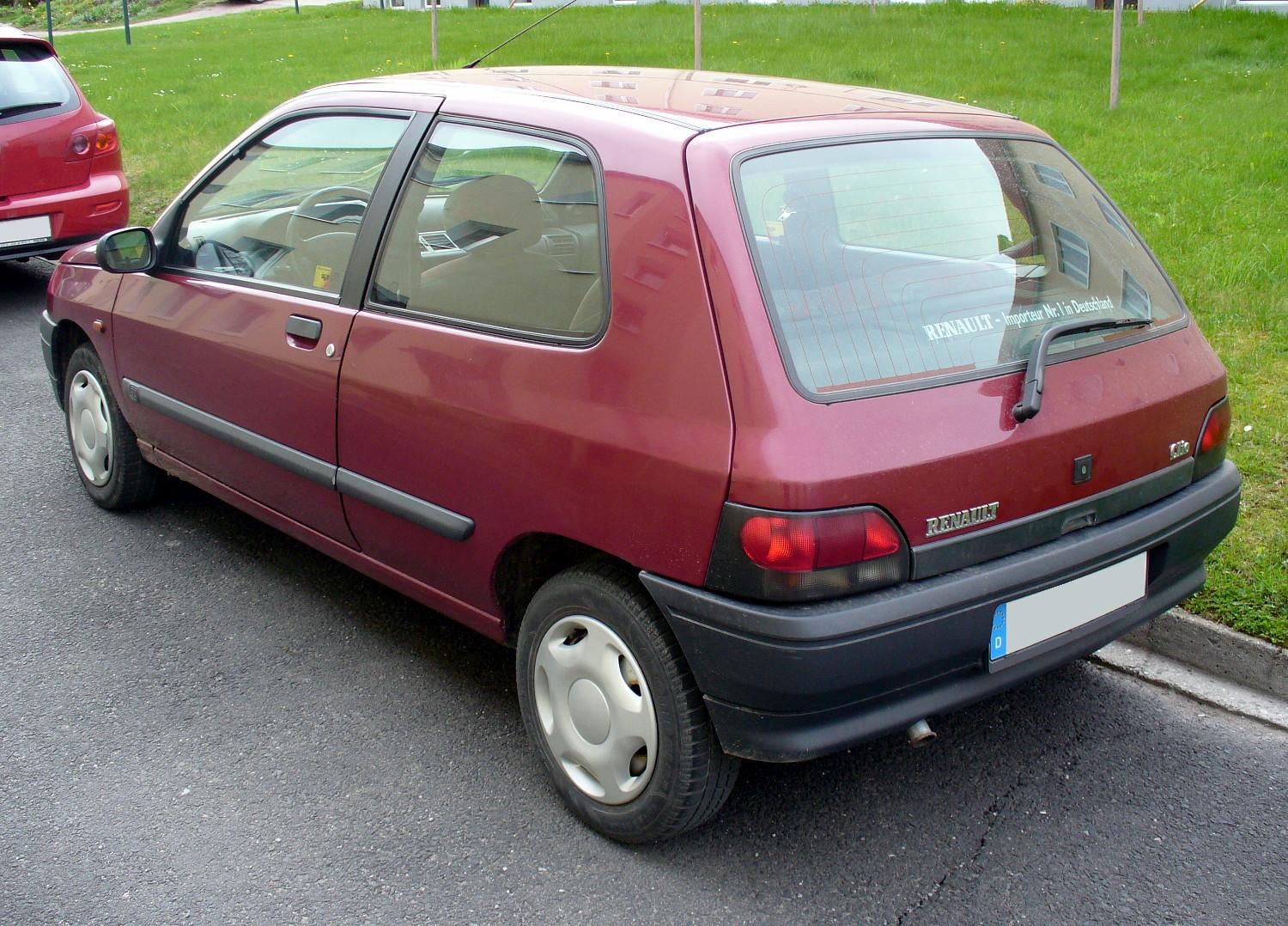
Una Clio I dopo il primo aggiornamento del 1994

Nel 1993 si ebbe l'arrivo di due nuove versioni sportive che andarono semplicemente ad aggiungersi a quelle già esistenti: la Clio RSi, con motore 1.8 da 108 CV, e la Clio 2.0i Williams, prima vettura di segmento B a montare un motore da ben 2 litri di cilindrata, motore che in questo caso raggiungeva una potenza di 147 CV, garantendo alla vettura una velocità massima di 215 km/h.

Nella primavera del 1994 vi fu il primo dei due aggiornamenti che caratterizzarono la carriera commerciale della Clio I: gli aggiornamenti furono lievi e riguardarono il ridisegno della sottile griglia frontale, gli specchietti retrovisori ed i gruppi ottici posteriori, ora più bombati. Inoltre, il cofano posteriore ricevette una nuova modanatura e le scritte identificative furono spostate al di sopra di essa (prima erano sopra la modanatura stessa). Anche la dotazione divenne più completa, specie nelle versioni più ricche che ricevettero l'airbag lato guida di serie (optional nelle altre versioni). Subentrarono nuovi allestimenti, come l'RTi, il BeBop (allestimento base molto allegro e giovanile) e l'Si che sostituì l'allestimento S presentandosi con ABS ed immobilizer, ma senza airbag. La gamma motori rimase sostanzialmente invariata. Alla fine dello stesso anno si aggiunse alla gamma un nuovo allestimento di base denominato RL e disponibile unicamente con il motore da 1.2 litri.

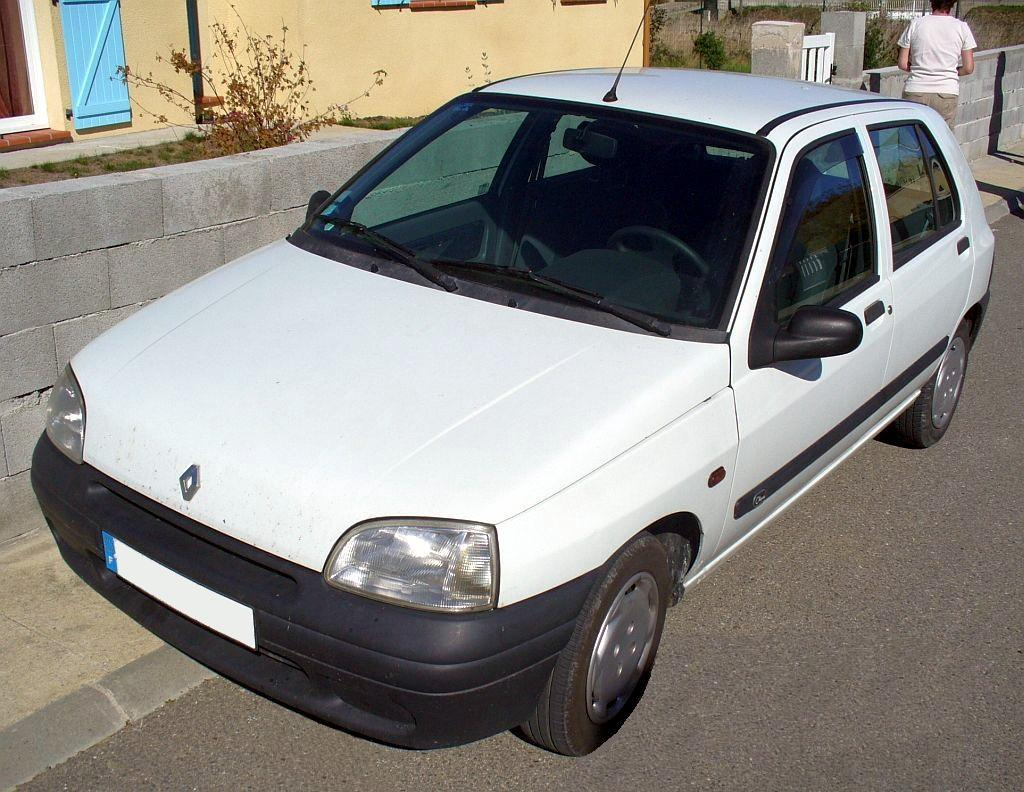
Una Clio prima serie dopo il restyling del 1996

Nel 1995, la versione Williams fu tolta da tutti i listini europei tranne quello italiano, per via del grande successo riscosso da tale versione nel nostro Paese. Nello stesso anno, la RL beneficiò dell'arrivo del motore da 1239 cm³, mutuato direttamente dalla "sorellina" minore Twingo ed in grado di erogare fino a 54 CV di potenza massima.

Nel 1996 si ebbe il secondo dei due aggiornamenti della Clio I: esteriormente la vettura si riconosce a colpo d'occhio per i fari anteriori ridisegnati, più arrotondati e di maggiori dimensioni in quanto sbordano verso l'alto. Posteriormente si ha l'arrivo della terza luce di stop posizionata al centro del portellone ed una nuova scritta identificativa. All'interno sono stati adottati nuovi rivestimenti per tutte le versioni. Per quanto riguarda i motori, alla base della gamma si ebbe l'arrivo del nuovo 1.1 della famiglia D, caratterizzato da una cilindrata di 1149 cm³, un peso più contenuto e potenza sostanzialmente invariata (59 CV). Inoltre la Baccara rinunciò al suo 1.8 da 95 CV in favore del più economico 1.4 da 78 CV, mentre al top della gamma sparirono le versioni sportive: la 1.8 16v da tutti i listini e la Williams da quello italiano, lasciando campo libero alle versioni Si ed RSi. Vi furono anche nuovi allestimenti, come l'allestimento Ice, intermedio tra la versione base e la RTi, ma che comprendeva il climatizzatore, all'epoca ancora poco diffuso nella dotazione di serie delle vetture di segmento B. La gamma degli allestimenti, quindi, dal più basso al più alto, annoverava i livelli: RL, RN, Ice, RTi, Si ed RSi. Il 1996 fu anche l'anno in cui la produzione della Clio I fu avviata negli stabilimenti Renault di Envigado, nei pressi di Medellín (Colombia), e di Córdoba, in Argentina.

A questo punto cominciò la rapida fase finale della carriera della Clio I: nel 1997 si ebbe un nuovo riassetto negli allestimenti con l'eliminazione dei livelli RL ed RSi, mentre nel marzo del 1998 vi fu il lancio della seconda generazione della Clio, nota anche come Clio II. In totale furono prodotti circa 4 milioni di esemplari della prima serie della Clio.

#### Le versioni sportive

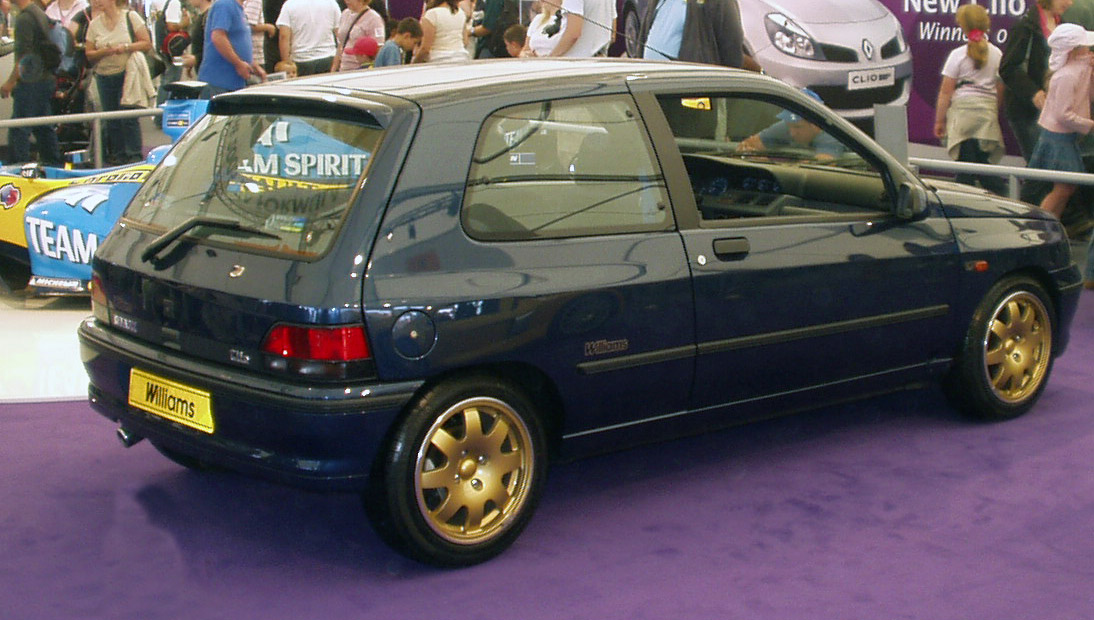
Una Clio Williams

Un paragrafo a parte meritano le sportive derivate dalla Clio I, sia per l'ampia gamma di versioni, sia per il successo ottenuto presso la clientela più sportiva, in particolare presso i giovani e presso i piloti in erba, che le hanno spesso impiegate in competizione. Cominciando dal basso verso l'alto, troviamo la Clio S, una vettura che di sportivo aveva il particolare allestimento esterno caratterizzato da cerchi verniciati in bianco, tre sole porte, fendinebbia, logo S accanto agli indicatori di direzione laterali ed una linea verde che gira intorno al corpo vettura percorrendo le fiancate ed i paraurti. Il motore era l'unità da 78 CV delle altre Clio 1.4.

Più in alto si trovavano le Baccara con motore 1.7 e 1.8 (92 e 95 CV rispettivamente), che in realtà non erano delle vere e proprie sportive, quanto piuttosto delle granturismo in miniatura, per via del loro allestimento lussuoso che comprendeva tra l'altro dei cerchi in lega dal disegno specifico, il climatizzatore, i retrovisori elettrici, il ricircolo aria ma anche selleria e pannelli porta in cuoio Agena color cenere con tutti i colori di carrozzeria, inserti in radica sul cruscotto, servosterzo, volante sportivo a tre razze rivestito in pelle, fendinebbia, porta abiti montato sotto la cappelliera e vernice metallizzata. Inoltre, le versioni Baccara erano le uniche previste anche in configurazione a 5 porte. Tuttavia era possibile apprezzare anche tali versioni, grazie al peso ridotto ed ai motori brillanti.

Un gradino sopra le versioni Baccara vi era poi la RSi, spinta dallo stesso 1.8 della Baccara, ma portato da 95 a 108 CV ed il cui allestimento specifico includeva cerchi specifici in lega a cinque razze e logo RSi nella parte bassa delle fiancate, in corrispondenza della modanatura laterale.

Sia le versioni Baccara che la RSi vissero però un po' in ombra rispetto alla 1.8 16v, una Clio molto apprezzata sotto il livello delle prestazioni. La 1.8 16v era spinta da un motore della famiglia Fonte, con potenza di 137 CV (135 in versione catalizzata) e fu la prima piccola Renault a montare di serie un motore bialbero e plurivalvole. La sua velocità massima di 212 km/h (209 in versione catalizzata), le sue doti di accelerazione ed il suo comportamento stradale furono apprezzate dalla clientela sportiva, ed a ciò contribuì anche il suo stile vistosamente corsaiolo, il quale comprendeva cerchi in lega dal disegno specifico, parafanghi allargati ed una vistosa bombatura sul cofano, con presa d'aria integrata.

Ancora più performante fu la Clio Williams introdotta nella primavera del 1993, una versione concepita per celebrare la conquista del titolo Costruttori da parte della Williams-Renault nella stagione 1992, che quell’anno vinse anche il titolo Piloti con Nigel Mansell. I lamierati erano quelli della 1.8 16v, ma sotto il cofano si celava un potente 2 litri 16v da 147 CV in grado di spingere la vettura a 215 km/h di velocità massima, con scatto da 0 a 100 km/h in 8 secondi. L'allestimento esterno prevedeva tra l'altro una verniciatura specifica blu metallizzato, cerchi specifici verniciati in oro ed il logo Williams sulle fiancate ed in coda. La Williams avrebbe dovuto essere una versione a tiratura limitata ed in effetti lo è stata, ma non tanto quanto era nelle intenzioni iniziali della Casa francese: dai 2.500 esemplari inizialmente previsti per tutta l'Europa si passò in breve tempo a 3.500 a causa delle pressanti richieste ed in seguito a 3.800. Alla fine saranno 12.100 gli esemplari totali in tutta Europa. Addirittura, all'inizio del 1995 la Renault concesse la permanenza della Williams come modello stabile nel solo mercato italiano dove tale versione vendette molto bene. In questa sua nuova edizione, la Williams si ripresentò con gli aggiornamenti che caratterizzarono il resto della gamma già l'anno prima e con alcune rivisitazioni al motore, che ne innalzarono la potenza massima da 147 a 150 CV.

### Riepilogo caratteristiche
Di seguito vengono riepilogate le caratteristiche previste per la gamma della Clio I. I prezzi riportati sono in migliaia di lire e si riferiscono al livello di allestimento più basso ed al momento del debutto nel mercato italiano. Gli allestimenti riportati sono quelli previsti per il mercato italiano, salvo diversa indicazione riportata nelle note.
| Modello | Allestimenti previsti                      | Motore             | Cilindrata cm³     | Potenza CV/rpm     | Coppia Nm/rpm      | Freni ant./post.   | Massa a vuoto (kg) | Velocità max       | Acceler. 0–100 km/h | Consumo (l/100 km) | Anni di produzione | Prezzo al debutto (lire x 1000) |
| Versioni a benzina | Versioni a benzina                         | Versioni a benzina | Versioni a benzina | Versioni a benzina | Versioni a benzina | Versioni a benzina | Versioni a benzina | Versioni a benzina | Versioni a benzina  | Versioni a benzina | Versioni a benzina | Versioni a benzina              |
| --- | ------------------------------------------ | ------------------ | ------------------ | ------------------ | ------------------ | ------------------ | ------------------ | ------------------ | ------------------- | ------------------ | ------------------ | ------------------------------- |
| 1.1 | RN                                         | C1E                | 1108               | 48/5250            | 80.4/2500          | D/T                | 810                | 146                | 17"                 | 6.9                | 1990-92            | 11.900                          |
| 1.1i | RL, RN, Ice, Up                            | D7F                | 1149               | 59/5250            | 93/2500            | D/T                | 855                | 160                | 13"5                | 6.3                | 1996-98            | 17.500                          |
| 1.2 | RN, RT                                     | E7F                | 1171               | 58/6000            | 85/4000            | D/T                | 815                | 155                | -                   | 6.1                | 1990-92            | 12.250                          |
| 1.2i | RL, BeBop, Campus, Oasis, Fidji, RTi       | E7F                | 1171               | 55/6000            | 84.4/3500          | D/T                | 845                | 150                | 15"2                | 6.2                | 1991-97            | 13.740                          |
| 1.2i | RL                                         | C3G                | 1239               | 55/5300            | 90/2800            | D/T                | 840                | 150                | -                   | 6.5                | 1995-96            | 16.450                          |
| 1.4 | RT                                         | E6J                | 1390               | 80/5750            | 107/3500           | D/T                | 840                | 175                | 11"2                | 6.4                | 1990-92            | 14.650                          |
| 1.4i | RN, RT, RTi, Fidji, S, Oasis, Baccara, RDS | E7J                | 1390               | 78/6000            | 107/3500           | D/T                | 875                | 175                | 11"2                | 6.4                | 1992-98            | 16.100                          |
| 1.4i | Si                                         | E7J                | 1390               | 78/6000            | 107/3500           | DA/T               | 930                | 175                | 11"2                | 6.8                | 1996-98            | 19.150                          |
| 1.7i | Baccara                                    | F2N                | 1721               | 92/5500            | 138/3000           | DA/T1              | 905                | 189                | 9"9                 | 9.8                | 1991-922           | -                               |
| 1.8i | Baccara                                    | F3P                | 1794               | 93/5750            | 142/2750           | DA/D               | 965                | 185                | 9"9                 | 8                  | 1992-96            | 27.350                          |
| 1.8i | RSi                                        | F3P                | 1794               | 108/5500           | 160/4250           | DA/D               | 1.025              | 195                | 8"9                 | 8.2                | 1993-97            | 23.050                          |
| 1.8i 16v | -                                          | F7P                | 1764               | 137/6500           | 158/4250           | DA/D               | 1.000              | 212                | 8"                  | 8                  | 1991-92            | 22.400                          |
| 1.8i 16v | -                                          | F7P                | 1764               | 135/6500           | 158/4250           | DA/D               | 1.000              | 209                | 8"                  | 8.1                | 1991-96            | 23.060                          |
| 2.0i 16v | Williams                                   | F7R                | 1998               | 147/6100           | 175/4500           | DA/D               | 990                | 215                | 7"8                 | 8.6                | 1993-943           | 29.810                          |
| Versioni a gasolio |                                            |                    |                    |                    |                    |                    |                    |                    |                     |                    |                    |                                 |
| 1.9 diesel | RL, RN, RT, RTi, Fidji e BeBop             | F8Q                | 1870               | 64/4500            | 118/2250           | D/T                | 825                | 161                | 14"8                | 5.5                | 1990-98            | 14.550                          |
| Note: 1Dischi al retrotreno se con ABS 2Non per il mercato italiano 3Prodotta fino al 1996 per il solo mercato italiano |                                            |                    |                    |                    |                    |                    |                    |                    |                     |                    |                    |                                 |